# Hans-Johann Färber
Hans-Johann Färber, född den 20 april 1947 i Šljivoševci i Kroatien, är en västtysk roddare.
Han tog OS-brons i fyra utan styrman i samband med de olympiska roddtävlingarna 1976 i Montréal.